# Jörg Biethahn
Jörg Biethahn (* 24. Mai 1942; † 7. September 2013 in Göttingen) war ein deutscher Wirtschaftsinformatiker und Hochschullehrer an der Georg-August-Universität Göttingen.

## Leben
Nach Studium der Ingenieurwissenschaften und Abschluss als Diplom-Ingenieur promovierte Biethahn in Wirtschaftswissenschaften zum Dr. rer. pol. und habilitierte in den Fächern Betriebswirtschaftslehre und Betriebsinformatik über „Simulation und Optimierung“. Danach folgte er den Rufen an die Ruhr-Universität in Bochum und die Universität Duisburg. Von 1984 bis zu seiner Emeritierung 2006 hatte Biethahn den Lehrstuhl „Wirtschaftsinformatik I“ an der Georg-August-Universität Göttingen inne.

## Schwerpunkte
Biethahn forschte und lehrte in den Bereichen Wirtschaftsinformatik und Operations Research. Er prägte den Begriff „Ganzheitliches Informationsmanagement“ sowie den Einsatz der Simulation als Methode der betrieblichen Entscheidungsfindung. Unter anderem initiierte und leitete er achtmal das „Symposium Simulation“ im Harz.
Parallel zu seiner Tätigkeit an der Universität Göttingen engagierte er sich in der Gesellschaft für wissenschaftliche Datenverarbeitung mbH Göttingen (GWDG) sowie als Gründungsgesellschafter der PFH Private Hochschule Göttingen.

## Ausgewählte Veröffentlichungen
- J. Biethahn, H. Mucksch, W. Ruf: Ganzheitliches Informationsmanagement. Band I: Grundlagen. 6. Auflage. 2007.
- J. Biethahn, H. Mucksch, W. Ruf: Ganzheitliches Informationsmanagement. Band II: Entwicklungsmanagement. 4. Auflage. 2007.
- J. Biethahn, A. Lackner, M. Range: Simulation und Optimierung. 2004.
- J. Biethahn: Einführung in die EDV für Wirtschaftswissenschaftler. 10. Auflage. 2002.
- J. Biethahn, M. Nomikos: Ganzheitliches E-Business. 2002.
- J. Biethahn u. a.: Simulation als betriebliche Entscheidungshilfe - State of the Art und neuere Entwicklungen. 1999.
- J. Biethahn: Die Planung und Ausführung des optimalen Fleisch-Produktions- und -Einkaufsprogrammes und seine praktische Anwendung. 1973.